# 1897–1898-as holland labdarúgó-bajnokság (első osztály)
Az 1897–1898-as Holland Labdarúgó Bajnokság volt a 10. alkalommal megrendezett, legmagasabb szintű labdarúgó-bajnokság Hollandiában. A szezonban 10 klubcsapat vett részt.
A címvédő a RAP volt. A bajnoki trófeát újra a RAP csapata nyerte meg, a bajnokság történetében negyedjére.

## Új Csapatok
Keleti csoport (új csoport)
- GVC, egy szezon kihagyás után visszatért (korábban a nyugati csoport tagja volt)
- PW
- Vitesse

Nyugati csoport
- Celeritas
- Haarlem

## A szezon

### Keleti csoport
| Hely. | Csapat  | M | Gy | D | V | G+ | G– | Gk | P | Továbbjutás vagy kiesés |
| ----- | ------- | - | -- | - | - | -- | -- | -- | - | ----------------------- |
| 1.    | Vitesse | 4 | 3  | 1 | 0 | 12 | 5  | +7 | 7 | Továbbjutott a döntőbe  |
| 2.    | GVC     | 4 | 1  | 2 | 1 | 9  | 8  | +1 | 4 |                         |
| 3.    | PW      | 4 | 0  | 1 | 3 | 6  | 14 | −8 | 1 |                         |

### Nyugati csoport
| Hely. | Csapat              | M  | Gy | D | V | G+ | G– | Gk  | P  | Továbbjutás vagy kiesés              |
| ----- | ------------------- | -- | -- | - | - | -- | -- | --- | -- | ------------------------------------ |
| 1.    | RAP                 | 12 | 9  | 2 | 1 | 39 | 8  | +31 | 20 | Továbbjutott a döntőbe               |
| 2.    | Sparta Rotterdam    | 12 | 6  | 4 | 2 | 22 | 13 | +9  | 16 |                                      |
| 3.    | Craeyenhout         | 12 | 6  | 1 | 5 | 24 | 19 | +5  | 13 |                                      |
| 4.    | HFC Haarlem         | 12 | 4  | 3 | 5 | 23 | 23 | 0   | 11 |                                      |
| 5.    | Rapiditas Rotterdam | 12 | 4  | 2 | 6 | 21 | 31 | −10 | 10 |                                      |
| 6.    | Den Haag            | 12 | 4  | 2 | 6 | 16 | 28 | −12 | 10 |                                      |
| 7.    | Celeritas           | 12 | 0  | 4 | 8 | 7  | 30 | −23 | 4  | Nem vett részt a következő szezonban |

### Döntő
| 1. csapat | Eredmény | 2. csapat |
| --------- | -------- | --------- |
| RAP       | 4–2      | Vitesse   |

A RAP szerezte meg a bajnoki címet.